# Thymen Arensman
Thymen Arensman (n. 4 decembrie 1999, Deil⁠(d), West Betuwe⁠(d), Gelderland, Țările de Jos) este un ciclist neerlandez, care în prezent concurează pentru Team DSM, echipă licențiată UCI WorldTeam.

## Rezultate în Marile Tururi

### Turul Italiei
1 participare
- 2022: locul 18

### Turul Spaniei
3 participări
- 2020: locul 41
- 2021: locul 61
- 2022: locul 6, câștigător al etapei a 15-a